# Campeonato Argentino de Básquet 1928
La edición 1928 del Campeonato Argentino de Selecciones fue la primera edición de esta competencia nacional de mayores. Se inició el 12 de agosto con el partido inaugural entre Córdoba, que se enfrentó al seleccionado de la provincia de Santa Fe.

## Modo de disputa
Este primer campeonato argentino se disputó por sistema de eliminación directa, en la cancha de polvo de ladrillo de la Asociación Cristiana de Jóvenes, los cruces de semifinal fueron sorteados.

## Equipos participantes
De esta primera edición del torneo participaron cuatro equipos, dos del interior, Santa Fe y Córdoba y dos equipos de la «Federación Argentina de Basket-Ball», Capital y Provincia, ambos de Capital Federal.

## Campeonato
El campeón de esta edición fue el seleccionado de Capital, que ganó de esta manera el primer título en la historia de esta competición nacional de mayores.
|  | Semifinal | Semifinal |         |          | Final | Final |  |
|  |           |           |         |          |       |       |  |
|  |           |           |         |          |       |       |  |
|  | Santa Fe  | 18        |         |          |       |       |  |
|  | Santa Fe  | 18        |         |          |       |       |  |
|  | Córdoba   | 17        |         |          |       |       |  |
|  | Córdoba   | 17        |         | Santa Fe | 13    |       |  |
|  |           |           |         | Santa Fe | 13    |       |  |
|  |           |           | Capital | 34       |       |       |  |
|  | Capital   | 46        | Capital | 34       |       |       |  |
|  | Capital   | 46        |         |          |       |       |  |
|  | Provincia | 21        |         |          |       |       |  |
|  | Provincia | 21        |         |          |       |       |  |
|  |           |           |         |          |       |       |  |

### Semifinal
| 12 de agosto | Santa Fe | 18–17 | Córdoba | Buenos Aires                              |
|              |          |       |         |                                           |
|              |          |       |         | Pabellón: Asociación Cristiana de Jóvenes |

| 12 de agosto | Capital | 46–21 | Provincia | Buenos Aires                              |
|              |         |       |           |                                           |
|              |         |       |           | Pabellón: Asociación Cristiana de Jóvenes |

### Tercer puesto
| 15 de agosto | Provincia | 38–25 | Córdoba | Buenos Aires                              |
|              |           |       |         |                                           |
|              |           |       |         | Pabellón: Asociación Cristiana de Jóvenes |

### Final
| 15 de agosto | Capital | 34–13 | Santa Fe | Buenos Aires                              |
|              |         |       |          |                                           |
|              |         |       |          | Pabellón: Asociación Cristiana de Jóvenes |

Capital

Campeón

Primer título

## Plantel campeón
Referencia: Vavel.com
- Antonio Zolezzi
- Antonio Dolhagaray
- Alberto Orri
- Miguel Bafunti
- Roberto Boido
- Olindo Oneto
- Reinaldo Saviotti